# Кокс, Сара
Са́ра Джоа́нн Кокс (англ. Sara Joanne Cox; 13 декабря 1974, Болтон, Большой Манчестер, Англия, Великобритания) — английская журналистка, телеведущая.

## Биография
Сара Джоанн Кокс родилась 13 декабря 1974 года в Болтоне (Большой Манчестер, Англия, Великобритания).

## Карьера
В 1995 году в качестве модели снялась для скандального плаката игры Wipeout, в рамках маркетинговой кампании, созданной Китом Хопвудом и The Designers Republic. Постер характеризовал Wipeout как «опасную игру». Некоторые усмотрели в этом изображении намек на передозировку наркотиков. При публикации рекламы журнал Next Generation удалил кровь. Сотрудники журнала объяснили это решение давлением со стороны розничных торговцев, обеспокоенных насилием в игровых изданиях, а также собственным мнением о том, что кровь не добавляла рекламе ничего, кроме шокового эффекта.
Свою журналистскую карьеру начала в 1999 году.

## Личная жизнь
В 2001—2005 года Сара была замужем за музыкантом Джоном Картером (род.1970). В этом браке она родила своего первенца — дочь Лолу Энн Картер (род.13.06.2004).
Как минимум с 2007 года Сара состоит в фактическом браке с Беном Сайзером. В этих отношениях она родила своих второго и третьего детей — сына Айзека Сайзера (род.10.03.2008) и дочь Рене Сайзер (род.12.03.2010).